# Marco Antonio Guerrero
Marco Antonio Guerrero Carrasco (Comas, Lima; 18 de octubre de 1988) es un cantante peruano de cumbia y salsa, vocalista principal de su propia agrupación musical Marco Antonio & Orquesta, la cual se desempeña como solista.[cita requerida]

## Biografía
Marco Antonio Guerrero Carrasco nació el 18 de octubre de 1988 en Comas, distrito de la capital peruana Lima, proveniente de una familia de clase media baja. Vivió sus primeros años en su ciudad natal.[cita requerida]
Mientras estaba realizando sus estudios escolares, Guerrero inició su carrera artística a los 13 años formando parte de una banda rockera de su zona, allá por el año 2001. Seguidamente, trabajó como cantante de mariachi por un breve tiempo y entró a las orquestas de salsa Mangú y posteriormente, La Novel al lado de John Kelvin y Josimar.
No fue hasta el año 2005 cuando Guerrero alcanza a la fama por ser incluido en la banda musical Grupo 5, iniciando así su etapa de colaboraciones con la familia Yaipén, gracias a la intervención del codirector Élmer «Chico» Yaipén, la cual interpretó las canciones «Eres mi bien», «Me enamoré de ti y que» y «Te vas», además de compartir escenario junto a otros cantantes como Kike Paz, Toño Sosaya y Leonard León.[cita requerida] Inicialmente, estuvo en la mira de Internacional Privados de Tingo María.
Tras su retiro de Grupo 5 por problemas internos con los directores de la banda, Guerrero formó parte del conjunto Hermanos Yaipén, donde realizó la versión cumbia del tema «Tendría que llorar por ti» del cantautor José Luis Rodríguez en el año 2007, así como propios: «Niña prohibida», «A llorar a otra parte» y «Déjenme si estoy llorando». Sin embargo, su permanencia en la orquesta no duraría un tiempo.[cita requerida]
En el año 2008, formó su propia agrupación musical Grupo América, la cual volvió a trabajar con León y comenzó una etapa musical a dúo, siendo denominados como «las Voces de Oro del Perú». Con Grupo América interpretó conocidos temas como «No me mientas» y «Prohibido olvidarme», para que en años después, hicieran un reencuentro en 2016. Al año siguiente, Guerrero se lanza de manera oficial como solista con su grupo Marco Antonio & Orquesta y lanzó su tema debut bajo el nombre de «Contigo hasta la muerte». Previamente, participó en el conjunto Orquesta Candela, la cual lanzó el tema «Desesperado» en 2015.
En 2018, colaboró con el compositor y músico Juan Carlos Fernández, padre de la actriz y cantante Arianna Fernández, en la elaboración de la versión de «Ojitos hechiceros» para la telenovela homónima que estaba estrenando en la televisora peruana América Televisión, compartiendo al lado de la banda musical Los Fernández y Melissa Paredes. Además, durante la celebración de su décimo aniversario como solista, Guerrero prestó su presencia en el programa musical Una noche inolvidable por la señal de Willax Televisión en 2019. Seguidamente, cantó a dúo junto a Antonio Cartagena el tema musical «Aléjate de mi», volviendo al género de sus orígenes: la salsa.
Al año siguiente, Guerrero lanzó el álbum recopilatorio «Perdón perdón», incluyendo la versión homónima del dúo musical de balada romántica  Ha*Ash.
Fue parte del concierto local «Yo soy Independencia» que fue realizado en el distrito homónimo junto al conjunto musical Agua Marina en el 2022.
En 2023, lanzó su siguiente sencillo «Ya supérame», la cual recibió la colaboración del comediante Manolo Rojas, quién también se estaba incursionando en la música fuera de su faceta cómica, para la versión del sencillo «Corazón necio». En ese año, participó junto a Kike Farro en el tema musical «Modo avión» del álbum homónimo, siendo ambos intérpretes.[cita requerida]

## Discografía

### Álbumes
- 2009: «Marco Antonio & Orquesta»[9]
- 2018: «Sentimiento de cumbia»[cita requerida]
- 2019: «Como se perdona»
- 2019: «10 años»
- 2020: «Una puñalada al corazón»[cita requerida]
- 2020: «¿Mi novia es él? Sin ti»
- 2022: «Ya vez»
- 2022: «Perdón perdón»
- 2022: «Cuanto te amo»
- 2022: «Culebra venenosa (En vivo)»[cita requerida]
- 2023: «Ya supérame»
- 2023: «Modo avión» (ft. Kike Farro)[cita requerida]